# Інститут фізіології імені О. О. Богомольця НАН України
Інститут фізіології ім. О. О. Богомольця НАН України — науково-дослідний інститут у складі Відділення біохімії, фізіології і молекулярної біології НАН України, що спеціалізується в галузі молекулярної фізіології, біофізики, нейрофізіології, патологічної фізіології. Наукові публікації співробітників Інституту відомі у науковому світі за межами України, в Інституті регулярно відбуваються міжнародні конференції. Науковий центр України у галузі нейрофізіології, біофізики, електрофізіології, патофізіології, фізіології кровообігу.
Після реорганізації та об'єднання з Інститутом експериментальної біології та патології Міністерства охорони здоров'я, у 1953 році Інституту фізіології АН УРСР було надано ім'я засновника — О. О. Богомольця. До складу інституту входять 13 наукових відділів та дослідницька лабораторія біології стовбурових клітин.
Інститут розташований на території меморіального дендропарку ім. О. О. Богомольця, який внесений до Державного реєстру національного культурного надбання і знаходиться в історичній частині Києва.
Роботи Інституту відзначено 10 Державними преміями СРСР та України, 17 преміями імені О. О. Богомольця, 3 преміями імені І. М. Сєченова (Володимир Скок, 1971; Платон Костюк, 1977; Пилип Сєрков, 1989) та 2 імені І. П. Павлова, преміями НАН України ім. М.Д. Стражеска, Ф.Г. Яновського, В.Ю. Чаговця, співробітники Інституту багаторазово відзначалися державними нагородами. Вчені Інституту багаторазово були переможцями конкурсів на отримання міжнародних грантів, грантів Академії Наук, Уряду та Президента України.
В Інституті працює Спеціалізована Вчена Рада з присудження наукових ступенів кандидатів та докторів біологічних наук зі спеціальностей біофізика, фізіологія людини та тварини; медичних наук зі спеціальності патологічна фізіологія, а також присуджуються наукові ступені доктора філософії.

## Наукові та медичні дослідження
В Інституті були розроблені та широко впроваджені методики реєстрації електрохімічних, біохімічних, імунологічних та інших процесів, що відбуваються в окремих клітинах різних відділів нервової системи при передачі через них нервових сигналів, а також змін в окремих білкових молекулах, що забезпечують таку передачу (мембранні хімічні рецептори та іонні канали).
За допомогою найсучасніших методів були вперше описані та вивчені властивості особливих типів молекулярних структур, що відіграють специфічну роль у передачі нервового імпульсу, у синаптичній передачі, властивості міжнейронної передачі сигналів, одержані біофізичні характеристики квантового виділення нейромедіаторів, досліджені трансмембранні струми та синаптичні процеси у гладенько-м'язових клітинах ряду внутрішніх органів.
Вивчені особливості дії різних медіаторів на мембрани нервових і м'язових клітин та роль їх у механізмах синаптичної передачі. Проаналізовані механізми змін синаптичної передачі залежно від частоти надходження нервових імпульсів до синаптичних з'єднань, що можуть лежати в основі зберігання слідів синаптичної передачі сигналів, які відповідають за процеси навчання та пам'яті.
Важливі висновки зроблені відносно порушень молекулярних механізмів роботи нейронів при важких патологічних станах (епілепсія, діабетична нейропатія, гіпоксія), що відкриває можливості пошуку засобів їх корекції шляхом створення високоселективних фармакологічних препаратів.
Експериментально обґрунтована концепція про нейронні і синаптичні механізми процесів гальмування, його роль в обробці інформації в гіпокампі, таламусі та корі головного мозку.
Одержані нові дані про нейронну організацію таламо-кортикальних зв'язків. Детально вивчена синаптична організація кортико-, рубро- та ретикуло-спинальних шляхів, показано вплив на спинний мозок різних складових цих шляхів.
Отримано дані, які значно розширюють наявні уявлення відносно механізмів взаємодії основних медіаторних систем (глутаматної, ГАМК-ергічної, норадренергічної, дофамінергічної) та їх ролі у діяльності нервових клітин соматосенсорної кори під час здійснення умовних рефлексів.
Вперше проведено детальні функціональні, біохімічні та морфологічні дослідження імуногенних пошкоджень коронарних судин (ендотелію та міоцитів) і міокарда. Встановлено вирішальну роль розвитку цих пошкоджень у деградації фосфоліпідів мембран клітин серця та крові, активації ліпоксигеназного шляху метаболізму арахідонової кислоти.
Вченими інституту встановлено модулюючий вплив різних відділів головного мозку на розвиток серцево-судинних рефлексів, вивчено співвідношення центральних і периферичних механізмів регуляції тонусу судин при функціональних навантаженнях, розроблена оригінальна модель гострої дистрофії міокарда з розвитком шокового стану. Результати цих досліджень поширюють уявлення про патогенез інфаркту міокарда.
Вперше визначено роль ендотеліальних факторів (оксиду азоту, ендотелію тощо) у розвитку пристосувальних судинних реакцій: реактивної та робочої гіперемії; участь NO в центральних механізмах регуляції кровообігу; залучення оксиду азоту до гетерометричної регуляції скоротливої функції міокарда і зумовлення ефективності механізму Франка-Старлінга.
В Інституті розроблено ряд критеріїв для оцінки стійкості людини та тварин до нестачі кисню в різних умовах. Ці дані сприяють з'ясуванню механізмів дії на організм змін газового середовища.
Розроблені вченими Інституту препарати широко застосовуються у медичній практиці: «Спленін», «Геосен», «Прооварин», «Протестикулін», «Ліпін», «Суфан», кардіопротектор «Корвітин» та «Флокалін».
Створено препарати (АОЦ-к і АОЦ-с) для підвищення продуктивності сільськогосподарських тварин (Відділ імунології та цитотоксичних сироваток). Досліджено хімічний та мікробіологічний склад води «Нафтуся», її біологічну активність, показано її антитоксичну, протирадіаційну дію (Лабораторія експериментальної бальнеології).
Банк клітинних ліній, який утримується в Інституті внесено до державного реєстру наукових об'єктів, що становлять національне надбання.

## Організація та адміністрування

### Структура Інституту
До складу інституту входять 12 наукових відділів, а також виокремлена лабораторія.
- Відділ фізико-хімічної біології клітинних мембран
- Відділ біофізики  іонних каналів
- Відділ біофізики сенсорної сигналізації
- Лабораторія біології стовбурових клітин
- Відділ нервово-м'язової фізіології
- Відділ цитології
- Відділ фізіології нейронних мереж
  - Лабораторія синаптичної передачі
- Відділ фізіології рухів
- Відділ загальної та молекулярної патофізіології
- Відділ фізіології кровообігу
- Відділ імунофізіології
- Відділ гіпоксії
- Відділ клінічної фізіології сполучної тканини

Функціонування інституту забезпечується рядом технічних та допоміжних підрозділів, поміж яких є: 
- клініка експериментальних тварин (віварій)
- відділ наукової інформації, інтелектуальної власності та інноваційної діяльності
- редакційно-видавничий відділ наукових журналів
- відділ "випускова кафедра", яка забезпечує організаційно-методичний супровід навчання в аспірантурі

### Штат
З 2021 року директором Інституту є академік Микола Сергійович Веселовський.
Станом на 2023 рік в Інституті працюють 3 академіки НАН України: Олег Кришталь, Микола Веселовський та Ярослав Шуба; 2 члени-кореспонденти НАН України: Вадим Сагач та Галина Скибо.
В Інституті станом на 2021 рік працює 189 наукових співробітників (включаючи провідних інженерів).
Інституту є базою підготовки наукових кадрів: власну дослідницьку роботу проводять аспіранти інституту та студенти провідних університетів - Київського національного університету імені Тараса Шевченка, Національного технічного університету України "Київський політехнічний інститут", Національного медичного університету імені О. Богомольця,  тощо. Багато колишніх співробітників та аспірантів Інституту фізіології працюють у провідних лабораторіях Європи та США.

## Видавницька діяльність
У 1934 році Інститут почав видавати «Медичний журнал АН УРСР», який до того мав назву «Журнал медичного циклу ВУАН» у якому публікувалися виключно співробітники інституту. Журнал був відомий у всьому СРСР, а також за його межами. У 1951 році в Інституті почав виходити журнал «Вопросы физиологии». Надалі журнали було об'єднано.
З 1955 року Інститут видає " Фізіологічний журнал ",  першим головним (відповідальним) редактором якого був учень Івана Павлова, завідувач кафедрою нормальної фізіології Київського медичного інституту (1946—1960), академік АН УРСР Георгій Фольборт, який паралельно завідував відділом вищої нервової діяльності Інституту фізіології. Електронна версія журналу представлена у всесвітній мережі Internet і базі даних MEDLINE.
З 2010 року видавництво Begell House спільно з Інститутом фізіології почало видавати англомовний міжнародний науковий журнал «International Journal of Physiology and Pathophysiology», до якого перекладаються найкращі статті з «Фізіологічного журналу».
У 1969 р. за ініціативи академіка П. Г. Костюка був заснований журнал «Нейрофизиология», як видання союзно-республіканського рівня — єдиний на той час у СРСР науково-теоретичний журнал, котрий спеціалізувався на проблемах нейрофізіології та суміжних напрямків природничих наук, нейрохімії та нейрофармакології, медичних аспектів нейронаук та моделювання функцій нервової системи.

З моменту його існування міжнародна видавнича компанія «Plenum Publishing Corp.» (США, Велика Британія) почала перекладати це видання англійською мовою. У 1992 р. журнал був трансформований у міжнародне видання і став називатися «Нейрофизиология / Neurophysiology». На даний момент міжнародна версія журналу має назву Neurophysiology та видається групою Springer Nature.

## Бібліотека та музеї
Бібліотека Інституту була заснована 1931 року. На початку зібрання вона базувалася на особистій науковій бібліотеці Олександра Богомольця. Вона вміщує як старовинні раритетні видання, так і сучасну наукову літературу, присвячену проблемам фізіології, молекулярної та клітинної біології, нейрофізіології. В бібліотеці надається вільний безкоштовний доступ до мережі Інтернет та працює міжбібліотечна служба. Вона налічує понад 100 тисяч одиниць зберігання, з яких понад дві третини — наукові періодичні видання.
В Інституті є два меморіальні кабінети-музеї академіків О. О. Богомольця та П. Г. Костюка.

### Музей Олександра Богомольця
Музей створено 1947 року, а реконструйовано та відкрито повторно 1 червня 1981 року на честь століття з дня народження Олександра Богомольця. Музей займав 3 кімнати: колишній кабінет директора й приймальню. У музеї встановлене погруддя вченого роботи скульптора Лева Муравіна. Серед експонатів музею робочий письмовий стіл Богомольця з чорнильницею, мікроскопом та щоденником, до якого внесено й останній день життя вченого, який він провів на робочому місці. Також у демонстрації власноруч виготовлені Богомольцем мікропрепарати, оригінал диплому Всесвітньої виставки в Парижі 1937 року, фотографії та наукові праці вченого. Директором музею у 1980—1988 роках був син академіка Олег Богомолець.

## Освітня діяльність
На базі Інституту в 1978 році була створена кафедра Київського відділення Московського фізико-технічного інституту (КО МФТІ), яку на початку 2000-х років було перетворено на кафедру молекулярної фізіології та біофізики Фізико-технічного навчально-наукового центру НАН України. Кафедра готувала магістрів біофізики за спільною програмою з МФТІ, основну частину студентів складали випускники бакалаврату московського інституту та аспірантів зі спеціальності біофізика. У 2014 році в зв'язку з російською агресією проти України співпрацю з МФТІ було розірвано . У 2018 роки на базі Фізико-технічного навчально-наукового центру НАН України було створено Київський Академічний Університет (КАУ) і на базі Інституту  до 2021 р. працювала  його кафедра молекулярної фізіології і біофізики.
Інститут та Національний технічний університет України «Київський політехнічний інститут» (НТУУ «КПІ») на підставі Спільної постанови
 склали Угоду про спільну підготовку, розподілення, працевлаштування та залучення до науково-дослідної діяльності магістрів фізико-технічного факультету НТУУ «КПІ».
Аспірантура Інституту проводить підготовку аспірантів зі спеціальностей 091 біологія (напрями фізіологія людини та тварин, біофізика, патологічна фізіологія) і 222 медицина (патологічна фізіологія). 
В Інституті фізіології ім. О. О. Богомольця діє Рада молодих учених, яка представляє співробітників Інституту віком до 35 років та аспірантів, які проводять науково-дослідну роботу на базі Інституту. 

## Будівлі
Комплекс будівель інституту був задуманий Олександром Богомольцем. 1932 року побудовано двоповерхову будівлю Інституту експериментальної біології і патології, де після 1953 року був розташований віварій та експериментальна клініка. 1936 року звели адміністративний корпус Інституту, в якому розмістилися лабораторії, аудиторія для семінарів, кабінети керівників інституту. 1940 року завершено спорудження двоповерхової майстерні. Поруч споруджено триповерховий житловий будинок, де було надано квартири науковим співробітникам, зокрема й родині Олександра Богомольця. Тут з 1944 року мешкали родини Олександра Богомольця, Василя Комісаренка, Анатолія Зюкова, Євгена Татаринова, Олександра Тимофєєвського (до 1955), Надії Юдіної, Івана Іщенка, Всеволода Янковського, Миколи Горєва, Ростислава Кавецького, Юрія Спасокукоцького, Ніни Медведєвої; Миколи Сиротиніна та інших. Серед гостів будинку були піаніст Святослав Ріхтер, офтальмолог Володимир Філатов, математик Михайло Лаврентьєв тощо. Навколо житлового будинку було розплановано парк.
Під час німецької окупації Києва 1941—1943 років будівлю інституту займала адміністрація київського міського комісара Райхскомісаріату Україна.
Протягом 1950-х — 1960-х років було побудовано декілька допоміжних приміщень на території інституту. 1979 року споруджено 15-поверховий лабораторний корпус. На верхніх двох поверхах було обладнано віварій. У 1992—2016 роках колишню будівлю Інституту експериментальної біології і патології займав Міжнародний центр молекулярної фізіології НАН України.

Меморіальні дошки
Олександру Богомольцю (1981)
Олександру Макарченку (1984)
Миколі Сиротиніну
Платону Костюку (2014)
Олексію Мойбенку (2016)

На фасаді адміністративного корпусу, який виходить на вулицю, знаходяться меморіальні дошки Олександру Богомольцю (скульптор Іван Гончар, архітектор Яків Ковбаса) та Олександру Макарченку (скульптор B'ячеслав Клоков, архітектор Тарас Довженко). Біля входу до 15-поверхового корпусу розташовано меморіальну дошку Платону Костюку. Всередині адміністративного корпусу на сходах знаходяться дошки Миколі Сиротиніну та Олексію Мойбенку.

## Історія інституту

### Інститут клінічної фізіології АН УРСР
Інститут створений у складі 2-го Відділу ВУАН за постановою Президії ВУАН від 9 травня 1934 року. Мав також назву «Інститут по вивченню організму людини». До складу нового інституту ввійшли кафедри патофізіології, патологічної анатомії, загальної та застосовної фізіології ВУАН.
У 1934—1940 роках в інституті було 5 відділів:
- патологічної фізіології (у 1934-1941 роках під кервівництвом Миколи Сиротиніна
- нормальної фізіології (у 1936—1943 роках під керівництвом Олександра Леонтовича)
- нормальної анатомії (у 1935-1937 роках під керівництвом Володимира Воробйова)
- патологічної анатомії (у 1934-1937 називався «відділ патологічної морфології» під керівництвом Миколи Мельникова-Разведенкова, з 1938 року під керівництвом Олександри Смирнової-Замкової)
- клінічної медицини (у 1941-45 роках під керівництвом Миколи Стражеска)[26]

У 1935-1940 роках в інституті було організовано низку щорічних тематичних конференцій з проблем клінічної фізіології, які мали всесоюзне значення. Провели окремі конференції з алергії, недостатності кровообігу, шоку, гіпертонії, генезу та профілактики старіння, з фізіології та патології системи сполучної тканини.
Під час радянсько-німецької війни більша частина співробітників була евакуйована. До інституту було також додано евакуйованих вчених з інших міст УРСР, зокрема В. Філатова й В. Протопопова, які організували відповідно офтальмологічні та психіатричні дослідження. До колективу інституту доєдналися Євген Татаринов та Георгій Фольборт, які продовжили роботу в інституті й після війни. Також до роботи було тимчасово залучено медиків Бориса Лінберга, Ноя Морозовського, Михайла Барона, С. В. Михайловського. Інститут працював в Уфі, зокрема деякі лабораторії співпрацювали на Уфімській станції переливання крові, створюючи нові методи заготівлі консервованої крові. Частина вчених була в діючій армії, зокрема Іван Іщенко, Ростислав Кавецький, Володимир Василенко, Давид Яновський тощо.
За час перебування в евакуації інститут виготовляв, а також досліджував властивості антиретикулярної цитотоксичної сироватки. У липні 1942 року було проведено наукову конференцію, присвячену цьому препарату. У 1943 році виготовлено понад 2 мільйони доз сироватки. Також було досліджено можливість повторного взяття крові у донорів (Н. Д. Юдіна), вивчено наслідки використання ефедрину та пітуітрину під час переливання крові (Микола Горєв), створено безпечний інсектицид проти вошей (Олександр Леонтович), досліджено функцію гемато-паренхіматозного бар'єра (Микола Стражеско, Смирнова-Замкова О. І.), вивчено патогенез раневого сепсису (Микола Стражеско).
Під час німецької окупації Київська міська управа ухвалила рішення про приєднання Науково-дослідного інституту експериментальної медицини до Інституту клінічної фізіології. Новостворений Інститут експериментальної медицини очолив Федір Богатирчук.
Інститут було повернуто до Києва у травні-квітні 1944 року. Станом на 1945 рік в інституті були такі відділи:
- патологічної фізіології (керівник Олег Богомолець)
- патологічної анатомії (керівниця Олександра Смирнова-Замкова)
- клінічної медицини (керівник Микола Стражеско)
- психоневрології (керівник Віктор Протопопов)
- експериментальної офтальмології (керівник Володимир Філатов)

Також до складу інституту входили дві лабораторії: експлантації тканин (керівник Олександр Тимофеєвський) та вивчення впливу пониженого атмосферного тиску на організм (керівник Микола Сиротинін).
У 1946—1953 директором Інституту клінічної фізіології АН УРСР був професор Ростислав Кавецький. У 1946—1947 році в інституті працювали 5 академіків та 6 членів-кореспондентів АН УРСР, 17 докторів і 13 кандидатів наук. При цьому Президія АН УРСР констатувала нестачу молодших наукових співробітників та аспірантів.

### Інститут експериментальної біології та патології
Інститут експериментальної біології та патології Наркомату охорони здоров'я УСРР заснований у 1930 році. Керівником інституту у 1930—1946 роках був Олександр Богомолець. У 1930-1933 роках заступником директора був Леонід Левитський. Інститут вивчав проблеми біології і медицини, серед яких алергії, гіпертонія, рак, імунітет, патології обміну речовин, старіння та продовження життя. В інституті моделювали розвиток захворювань на тваринах та вивчали механізми їх виникнення та лікування. Інститут брав участь у Всесвітній виставці у Парижі 1937 року, де отримав Золоту медаль.
У 1940 році в інституті працювали такі відділи:
- біофізики (завідувач Олександр Леонтович)
- еволюційних функцій (завідувач Микола Єрмаков)
- порівняльної патології (завідувач Микола Сиротинін)
- патохімії (завідувачка Ніна Медвєдєва)
- експериментальної патології (завідувач Микола Горєв)
- серології (завідувач Олександр Богомолець)
- експериментальної онкології (завідувач Ростислав Кавецький)
- гематології (завідувачка Н. Д. Юдіна)[34]

Також до складу інституту входили 4 лабораторії — експериментальної морфології (завідувач Євген Татаринов), експериментальної ендокринології (завідувач Василь Комісаренко), експериментального раку (завідувач Моїсей Магат) та рентген-кабінет (завідувач Федір Богатирчук).
Директором Інституту експериментальної біології та патології МОЗ у 1946—1953 році був Олег Богомолець.
27 січня 1953 року вийшла постанова Ради Міністрів УРСР про приєднання інституту до Інституту клінічної фізіології АН УРСР з утворенням Інституту фізіології ім. О. О. Богомольця.

### Інститут фізіології

Висотний корпус інституту, збудований у 1979 році

Інститут фізіології імені О. О. Богомольця Національної академії наук України заснований розпорядженням Ради Міністрів СРСР від 14 січня 1953 року на базі двох науково-дослідних закладів — Інституту експериментальної біології та патології Міністерства охорони здоров'я та Інституту клінічної фізіології Академії наук УРСР.
Директором новоутвореного Інституту фізіології у 1953—1955 роках був обраний член-кореспондент АН УРСР Анатолій Воробйов. З 1956 по 1966 рік директором Інституту був академік Олександр Макарченко.
У інституті на початковому етапі існували такі відділи і лабораторії:
- в. вищої нервової діяльності й трофічних функцій (Г. Фольборт, 1953-1960)
- в. травлення (А. Воробйов)
- в. біофізики (О. Городецький, 1953-1964, у 1965-1967 - сектор біофізики)
- в. порівняльної фізіології (М. Сиротинін, 1953-1966)
- в. кровообігу й дихання (М. Горєв, 1953-1960)
- в. клінічної фізіології (В. Іванов, 1953-1962)
- в. неврології і нейрофізіології (О. Макарченко, 1953-1979)
- в. психіатрії й патології вищої нервової діяльності (В. Протопопов, 1953-1957)
- в. онкології (Р. Кавецький, 1953-1960, пізніше - компенсаторних і захисних функцій організму)
- в. ендокринології (В. Комісаренко, 1953-1965)
- в. морфології (О. Смірнова-Замкова, 1953-1962)
- вікової фізіології (Ю. Спасокукоцький)
- культури тканин (О. Тимофеєвський)
- л. електрофізіології (Д. Воронцов, 1956-1965)

В 1966—2010 роках Інститут очолював академік Платон Григорович Костюк. Академік Платон Костюк почав стрімко розвивати нові наукові напрями в сфері нейрофізіології, застосовуючи найпрогресивніші методи наукових досліджень. Отримані результати публікувалися в найпрестижніших міжнародних наукових виданнях, що дозволило вивести Інститут на передовий край світової науки і зробити Інститут всесвітньо відомим науковим закладом.

Академік П. Г. Костюк став засновником вітчизняної школи дослідників в галузях нейрофізіології, молекулярної фізіології та клітинної біофізики.
У 1967 році в інституті були такі відділи:
- фізіології вищої нервової діяльності (Володимир Трошихін, 1966-1973)
- фізіології нейрогуморальних регуляцій
- фізіології і біофізики нервової клітини
- електрофізіології нервової системи (Пилип Сєрков 1966-1988)
- фізіології кровообігу (1960,Моїсей Гуревич)
- фізіології дихання
- обміну речовин
- вікової фізіології (Ніна Лауер, 1961-1973)
- патології вищої нервової діяльності (Петро Бирюкович, 1957-1978)
- патології нейрогуморальних регуляцій
- патології гіпо- і гіпероксичних станів (М. Сиротинін, 1967-1976)
- патології кровообігу
- порівняльної патології
- експериментальної терапії (Юрій Спасокукоцький)
- загальної радіобіології
- тканинної дозиметрії
- радіаційного захисту.

Крім того існувала низка лабораторій: фізичної і біологічної хімії нервової клітини, електрофізіології вегетативної нервової системи, фізіології підкоркових утворень, морфології, патоморфології, реанімації, фізіологічної кібернетики.
У 1985 році в інституті працювали академік АН СРСР Платон Костюк, 2 академіки АН УРСР Володимир Скок та Пилип Сєрков, 3 члени-кореспонденти АН УРСР (зокрема Олег Кришталь), 28 докторів наук, 125 кандидатів наук. В інституті діяли такі відділи:
- загальної фізіології нервової системи (1958, Платон Костюк)
  - лабораторія біохімії нервової клітини (1972, Маргарита Малишева)
  - лабораторія ультраструктури нервової клітини (1978, В. Ф. Маняков)
- фізико-хімічної біології клітинної мембрани (1982, Олег Кришталь)
- фізіології вегетативної нервової системи (1971, Володимир Скок)
- нервово-м'язової фізіології (1969, Михайло Шуба)
- фізіології кровообігу (1960, Моїсей Гуревич)
  - лабораторія підводоної фізіології (1975, Сергій Гуляр)
- фізіології стовбуру мозку (1979, Юрій Ліманський)
  - лабораторія фізіології довгастого мозку (1979, М. М. Преображенський)
- фізіології спинного мозку (1982, К. В. Баєв)
  - лабораторія моделювання фізіологічних процесів (1970, Б. Я. Пятигорський)
- фізіології підкоркових структур (1972, В. А. Черкес)
- Фізіології кори головного мозку (1966, Пилип Сєрков)
  - лабораторія психофізіології (1979, В. Н. Синицький)
- фізіології вищої нервової діяльності (1953, Валерій Сторожук)
  - лабораторія вищої нервової діяльності людини (1985, Микола Макаренко)
- експериментальної кардіології (1972, Олексій Мойбенко)
- фізіології дихання (1974, Вадим Березовський)
- з вивчення гіпоксичних станів (1934, Михайло Середенко)
  - лабораторія біогазодинаміки (1978, А. Г. Мисюра)
  - ельбруська лабораторія високогірної фізіології (1985, Павло Білошицький)
- імунології та цитотоксичних сироваток (1975, М. В. Ільчевич)
- з вивчення механізмів фізіологічної дії мінеральних вод (1981, Михайло Яременко)

За роки своєї діяльності Інститут став засновником багатьох наукових напрямів, які продовжують розвиватись в інших установах України. На базі інституту фізіології ім. О. О. Богомольця АН УРСР було створено самостійні наукові установи:
- Інститут геронтології АМН СРСР, 1958
- Інститут проблем онкології ім. Р. Є. Кавецького АН УРСР, 1960
- Інститут ендокринології та обміну речовин МОЗ УРСР, 1964
- Міжнародний центр молекулярної фізіології НАН України, 1992—2016

Роботу інституту з 1934 року підтримувала майстерня, що надалі виділилася в окреме дослідно-конструкторське виробництво, яка створювала потрібні науковцям прилади, зокрема крутильні терези, кімографи, манометри, вакуумні насоси, лічильники часу, столи для штучного дихання. Це виробництво у 1970-ті та 1980-ті роки створило цілу низку приладів для запису та аналізу електрофізіологічних явищ у живих організмів, стереотаксичні прилади, механізми для створення мікроелектродів тощо. Працівники виробництва були нагороджені 1976 року Державною премію УРСР з науки й техніки. Завідувачем виробництва в 1935-1975 роках був Рувін Поляк.

## Нагороди
У 1937 році попередник сучасного інституту Інститут експериментальної біології та патології було нагороджено Золотою медаллю на Всесвітній виставці у Парижі.[джерело?]
За радянських часів Інститут фізіології було нагороджено 13 березня 1969 року орденом Трудового Червоного Прапора, а в 1984 році — Почесною грамотою Верховної Ради Української РСР. 2004 року інститут нагородили Почесною грамотою Кабінету Міністрів України.
У 2018 році Інститут фізіології було відмічено нагородою «Web of Science Award Ukraine» як найбільш продуктивну українську організацію за кількістю наукових праць, опублікованих у 2008—2017 роках, у галузі наук про життя.

## Відомі науковці Інституту фізіології

### Сучасні
- Кришталь Олег Олександрович
- Веселовський Микола Сергійович
- Шуба Ярослав Михайлович
- Сагач Вадим Федорович
- Скибо Галина Григорівна
- Лук'янець Олена Олександрівна
- Білан Павло Володимирович
- Костюков Олександр Іванович
- Федулова Світлана Анатоліївна
- Портниченко Алла Георгіївна
- Струтинський Руслан Борисович
- Розова Катерина Всеволодівна
- Маньковська Ірина Микитівна
- Моісеєнко Євген Васильович
- Янчій Роман Іванович

### Науковці минулого

#### Директори
- Богомолець Олександр Олександрович — директор інституту (1934—1946)
- Богомолець Олег Олександрович — директор Інституту експериментальної біології і патології (1946—1952)
- Кавецький Ростислав Євгенович — завідувач відділу Інституту експериментальної біології та патології (1931—1941), заступник директора Інституту клінічної фізіології (1944—1946), директор Інституту клінічної фізіології (1946—1953)
- Воробйов Анатолій Маркович — директор інституту (1953—1955)
- Макарченко Олександр Федорович — директор інституту (1956—1969)
- Костюк Платон Григорович — завідувач відділу загальної фізіології нервової системи (1958—2010), директор інституту (1969—2010)
- Кришталь Олег Олександрович — завідувач відділу фізико-хімічної біології клітинних мембран (1982—), директор інституту (2011—2021)
- Веселовський Микола Сергійович — завідувач відділу фізіології нейронних мереж (2002—), директор інституту (2021—)

#### Завідувачі відділів
- Алексєєва Ірина Миколаївна — співробітниця (1959—2011), завідувачка відділу імунології та цитотоксичних сироваток (1988—2011).
- Березовський Вадим Якимович - завідувач відділу клінічної патофізіології
- Вороний Юрій Юрійович — завідувач відділенням експериментальної хірургії Інституту експериментальної біології та патології (1950—1953)
- Воронцов Данило Семенович — завідувач відділу загальної фізіології (1956—1965)
- Горєв Микола Миколайович — завідувач відділу експериментальної патології ІЕБП (1934—1953), кровообігу і дихання (1953–58)
- Городецький Олексій Опанасович — співробітник інституту (1944—1967), завідувач лабораторії біофізики (1953—1963), завідувач сектору біофізики і радіобіології
- Єсипенко Борис Євтинович — завідувач лабораторії фізіології видільної системи (1960—1981)
- Гуревич Моїсей Ісайович — завідувач лабораторії кровообігу
- Іванов Вадим Миколайович — завідувач відділу клінічної фізіології (1953—1962)
- Іщенко Іван Миколайович — завідувач відділу експериментальної хірургії ІЕБП (1933-36, 1945)
- Колпаков Євген Вікторович — співробітник Інституту експериментальної біології і патології (1932—1936), завідувач лабораторією порівняльної фізіології (1936—1952), в. о. заступника директора з наукової частини (1952—1957)
- Колчинська Ася Зеліківна — з 1946 року на посаді молодшого наукового співробітника, завідувачка лабораторії прикладної фізіології(1969—1976), завідувачка відділу з вивчення гіпоксичних станів (1976—1982);
- Комісаренко Василь Павлович
- Лауер Ніна Володимирівна — старший науковий співробітник відділу психіатрії (1944—1945), завідувачка відділу вікової фізіології (1961—1973), ст. н. с.-консультант відділу фізіології газообміну (1973–74), загалом у 1935—1974
- Мойбенко Олексій Олексійович — старший науковий співробітник відділу біофізики кровообігу (1964—1974), завідувач відділу експериментальної кардіології (1974—2007), що у 2007 році був перейменований у відділ загальної та молекулярної патофізіології (2007—2010)
- Протопопов Віктор Павлович — науковий співробітник(1942), старший науковий співробітник відділу патофізіології(1944—1945), завідувач відділу психіатрії (1945)
- Сєрков Пилип Миколайович
- Сиротинін Микола Миколайович — старший науковий співробітник відділу патофізіології (1943—1945), завідувач відділу патологічної фізіології (1934-червень 1941), лабораторії з вивчення впливу зниженого атмосферного тиску на організм (1944-1948), реорг. у відділ порівняльної патології (1948-1953), порівняльної фізіології (1953-1966), патології гіпо- та гіпероксичних станів (1967-1976).
- Скок Володимир Іванович — завідувач відділу фізіології вегетативної нервової системи (1971—2003)
- Смирнова-Замкова Олександра Іванівна — завідувачка відділу патологічної анатомії Інституту клінічної фізіології (1938—1953), зав. лабораторією морфології Інституту фізіології (1953—1962)
- Спасокукоцький Юрій Олександрович — завідувач відділу експериментальної терапії.
- Стражеско Микола Дмитрович — завідувач відділу клінічної медицини (1941—1945).
- Татаринов Євген Олександрович − завідувач групи(1941), старший науковий співробітник відділу патофізіології (1942—1945)
- Тимофєєвський Олександр Дмитрович — завідувач групи (1941), старший науковий співробітник відділу патофізіології(1942—1945), завідувач лабораторії експлантації тканин (1944—1954)
- Фольборт Георгій Володимирович — завідувач відділу фізіології вищої нервової діяльності (1949—1960)
- Хільченко Антон Єрофейович — старший науковий співробітник відділу психіатрії і патології вищої нервової діяльності (1956—1959), завідувач лабораторії вищої нервової діяльності (1960)[47]
- Шкабара Катерина Олексіївна — завідувачка лабораторії фізіологічної кібернетики (1961—1969)
- Шуба Михайло Федорович — аспірант (1954—1958), науковий співробітник лабораторії електрофізіології (1959—1967) завідувач відділу кровообігу (1967—1969), відділу нервово-м'язової фізіології (1969—2007)
- Яременко Михайло Сергійович — науковий співробітник лабораторії фізіології видільної системи, завідувач відділу експериментальної бальнеології (1981-1989), водно-сольового обміну (1989-2004)[48]

#### Інші
- Айзенберг Олександр Абрамович — ст. н. с. відділу клінічної медицини (1945—1949)
- Альперн Данило Овсійович — старший науковий співробітник (1944)
- Архангельський Віталій Миколайович — старший науковий співробітник (1945—1949)
- Базилевич Іван Вікторович — науковий співробітник (1934—1941)
- Березанцев Пилип Іванович — старший науковий співробітник Інституту експериментальної біології і патології (1938—1949)
- Білошицький Павло Васильович — співробітник (1961—1972)
- Василенко Володимир Харитонович — старший науковий співробітник відділу клінічної медицини (1941—1942)
- Войтенко Нана Володимирівна — лауреат державної премії з науки й техніки України (2013)
- Дінабург Ганна Давидівна — старший науковий співробітник (1934—1941, 1945, 1954—1973)
- Дядюша Галина Федорівна — співробітниця Інституту експериментальної біології та патології (1931—1953); ст. н. с. Інституту клінічної фізіології (1943—1948)
- Жолос Олександр Вікторович - науковий співробітник відділу нервово-м'язової фізіології (1981-2005)
- Івашкевич Олександра Антонівна — препаратор, старший лаборант, молодший науковий співробітник, науковий співробітник, старший науковий співробітник відділів ендокрінології, гіпоксичних та гіпероксичних станів, фізіології дихання, лабораторій високогірної фізіології та трансплантації органів і тканин (1959—1961, 1967—1991)
- Корчак-Чепурківський Овксентій Васильович — консультант (1938—1943)
- Лейник Михайло Володимирович — науковий співробітник (1937—1941)
- Лур'є Олександр Юдимович — завідувач групи з вивчення діагностичного та прогностичного значення тестів на стан фізіологічної системи сполучної тканини (1941—1942)
- Магура Ігор Сильвестрович — доктор біологічних наук, професор, академік НАН України
- Маньківський Микита Борисович — старший науковий співробітник відділу клінічної неврології (1955—1959)
- Маркелов Григорій Іванович — старший науковий співробітник відділу патофізіології (1945).
- Марчук Павло Дорошевич — старший науковий співробітник відділу патофізіології, вчений секретар (1941—1945)
- Медвєдєва Наталія Борисівна − старший науковий співробітник відділу патофізіології (1941—1945)
- Медвєдєва Ніна Борисівна − старший науковий співробітник, завідувач групи відділу патофізіології (1934—1945)[49]
- Міхньов Анатолій Львович — старший науковий співробітник відділу патофізіології (1944—1945)
- Поліщук Йосип Адамович — старший науковий співробітник відділу патоанатомії та відділу психіатрії (1944—1950)
- Примак Федір Якович — старший науковий співробітник відділу клінічної медицини (1937—1945)
- Пучківська Надія Олександрівна — наукова співробітниця лабораторії відділу експериментальної і клінічної офтальмології (1941)
- Ревуцький Євген Львович — науковий співробітник (1954—1967)
- Стражеско Дмитро Миколайович — старший науковий співробітник (1943).